# Micranthes rydbergii
Micranthes rydbergii là một loài thực vật có hoa trong họ Saxifragaceae. Loài này được (Small ex Rydb.) Small miêu tả khoa học đầu tiên năm 1905.